# Isla Posesión (Namibia)
Isla Posesión (en inglés: Possession Island) es una isla en el Atlántico Sur en la costa del diamante de Namibia. Pertenece a la Islas del pingüino y cubre un área de 97 hectáreas, por mucho, es la mayor isla del archipiélago. Ella cierra la bahía de Isabel en el sur.
Casi 500 metros hacia el suroeste se encuentra la mayor parte de los arrecifes de coral. Al este se encuentra un pequeño poblado, habitado temporalmente.